# Pola de Siero (stacja kolejowa)
Pola de Siero (hiszp: Estación de Pola de Siero) – stacja kolejowa w miejscowości Pola de Siero, we wspólnocie autonomicznej Asturia, w Hiszpanii.
Jest obsługiwana przez regionalne pociągi wąskotorowe Ferrocarriles de Vía Estrecha (FEVE). Stanowi część linii F-6 Cercanías Asturias.

## Położenie stacji
Znajduje się na linii wąskotorowej Oviedo – Santander w km 333, pomiędzy stacjami La Carrera i Los Corros, na wysokości 209 m n.p.m.

## Historia
Została oddana do użytku w dniu 13 listopada 1891 roku wraz z uruchomieniem odcinka Oviedo-Infiesto linii do Llanes. Prace były prowadzone przez Compañía de los Ferrocarriles Económicos de Asturias. Od 1972 do 2013 była zarządzana przez FEVE.

## Linie kolejowe
- Oviedo – Santander – linia wąskotorowa Ferrocarriles de Vía Estrecha